# Holochelus pilicollis
Holochelus pilicollis är en skalbaggsart som beskrevs av Gyllenhall 1817. Holochelus pilicollis ingår i släktet Holochelus och familjen Melolonthidae. Utöver nominatformen finns också underarten H. p. tauricola.